# Les Angles (Gard)
Les Angles è un comune francese di 8 475 abitanti situato nel dipartimento del Gard, nella regione dell'Occitania.

## Società

### Evoluzione demografica
Abitanti censiti